# Iskra brodogradilište
Iskra brodogradilište 1 (nekadašnji naziv NCP − Remontno brodogradilište Šibenik) slovensko−hrvatsko poduzeće je za remont i proizvodnju brodova. NCP je osnovan 1992. u Šibeniku, a slovenska Iskra u 2019. je kupila imovinu NCP Grupe i osnovala Brodogradilište Iskra s čime je šibenski NCP, uz promjenu vlasnika, "de facto" Iskra iako je "de iure" nova tvrtka.
Šibensko brodogradilište Refit osnovano je 1905. godine kao središnja austro-ugarska pomorska baza i nakon toga razvilo svoje usluge i objekte održavanjem zahtjevnih mornaričkih flota. Nakon Drugog svjetskog rata lokacija je postavljena u glavnu remontnu bazu bivše jugoslavenske mornarice kada je izgrađen veći dio današnjih kapaciteta.
2004. godine brodogradilište je privatizirano i do kraja 2018. godine djelovalo je pod markom NCP s ciljem da postane prvo središte preuređenja jahti i komercijalnih plovila na istočnoj strani Sredozemlja.

## Povijest
Povijest ovog šibenskog brodogradilišta započinje tijekom Drugog svjetskog rata kada su se partizanski brodovi, motori i druga oprema popravljali u remontnoj bazi u uvali Vrulje na Kornatskim otocima 1944. Baza je preseljena u uvalu Sv. Petar u Šibeniku, na mjesto nekadašnje austrougarske središnje mornaričke baze osnovane 1905. i utemeljen je "Mornarički tehnički remontni zavod", preteča današnjega remontnoga brodogradilišta. Svrha mu je bila održavanje ratnih brodova, u njegovu je sastavu 1948. osnovana industrijska škola, a prvi dok dodijeljen mu je 1950. Od 1953. nosio je ime "Mornarički tehnički remontni zavod Velimir Škorpik", po prvome zapovjedniku partizanske ratne mornarice, a moderniziran je 1955. Zavod je održavao sva plovila JRM-a, osim podmornica koje su se održavale u Tivtu, te Jadrolinijine hidrokrilce i Brodospasove brodove za opskrbu naftnih platformi. Početkom 1990-ih imali su više od 1000 zaposlenih, a u njegovu sastavu su među ostalim bili "laboratorij za ispitivanje goriva i kemikalija", "odjel za ispitivanje brodskoga naoružanja u tunelu", te radionice: motorna, brodarska, brodocjevarska, jedrarska, čamčara, gumara, ljevaonica, mehaničarska, elektroradionica, topnička i kisikana. Dio vrijednije opreme bili su plovni dok nosivosti 1500 t i sinkrolift nosivosti 900 t. Kao potpora stvaranju neovisne i demokratske RH, u Zavodu je 4. svibnja 1991. podignuta hrvatska zastava, a u rujnu je s ljudstvom i kompletnom opremom prešao na hrvatsku stranu. Neki objekti oštećeni su tijekom povlačenja JNA iz Šibenika, ali oprema je ostala očuvana.
Prepoznavši važnost brodova za obranu hrvatskoga teritorija, radnici "Zavoda odugovlačenjem remonta" uspjeli su zaustaviti odlazak 19 brodova. Upravo ti brodovi činili su temelj stvaranja Ratne mornarice RH. Vlada RH 1992. donijela je odluku o osnivanju poduzeća "Remontno brodogradilište Šibenik", a sredstva dotadašnjega Zavoda vraćena su Brodogradilištu. Poduzeće "Nautički Centar Prgin" (NCP) je 2004. privatiziralo šibensko brodogradilište s 220 zaposlenih, koje od tada nosi naziv "NCP − Remontno brodogradilište Šibenik". Djelatnost do tada isključivo vojnoga brodogradilišta proširena je 2005. na remont, servis i održavanje jahti i megajahti te izgradnju komercijalnih brodova.
U veljači 2019. Vlada Republike Hrvatske odobrila je koncesiju Iskra brodogradilište, novoosnovanoj tvrtki u 100% vlasništvu Iskre SC sa sjedištem u Ljubljani, Slovenija.
Prva od šest brodica za hitnu medicinsku intervenciju na moru i otocima, koje se grade, 3. veljače 2023. prošla je sve testove i uskoro će biti izručena Ministarstvu zdravstva RH.[nedostaje izvor]

## Djelatnost
Brodogradilište obavlja popravke, remont, konverzije i održavanje plovila do 90 m duljine, novogradnju brodova do 60 m duljine, ugradnju ratne tehnike, dokiranje plovnih jedinica do 1500 t, reviziju svih tipova motora, izradbu plastičnih čamaca, brodske opreme te opreme radionica, proizvodi plutajuće betonske pontone te nudi usluge testne stanice za ispitivanje motora i turbina raketne topovnjače. U brodogradilištu se i dalje redovito održava oko 90% flote HRM-a.

## Vanjske poveznice
- Službena stranica
- NCP Grupa  Arhivirana inačica izvorne stranice od 18. veljače 2020. (Wayback Machine)
- NCP Grupa - Druga službena stranica